# Ingeburg Althoff-Schwerzmann
Pour les articles homonymes, voir Althoff et Schwerzmann.
Ingeburg Althoff-Schwerzmann, surnommée Inge, est une rameuse allemande née le 2 juin 1967 à Münster.

## Biographie
Ingeburg Althoff-Schwerzmann est médaillée de bronze en huit aux Mondiaux juniors de 1984 à Jönköping.
Althoff-Schwerzmann participe à l'épreuve de huit aux Jeux olympiques d'été de 1988 à Séoul et se classe septième. Elle est ensuite médaillée de bronze en deux sans barreur aux Championnats du monde d'aviron 1989 à Bled, médaillée d'or de la même épreuve aux Championnats du monde d'aviron 1990 en Tasmanie et médaillée d'argent aux Championnats du monde d'aviron 1991 à Vienne. Lors des Jeux olympiques d'été de 1992 à Barcelone, elle concourt dans l'épreuve de deux sans barreur, et remporte la médaille d'argent.
Elle est mariée à Beat Schwerzmann, un rameur suisse.